# Palazzo Bartolommei-Buschetti

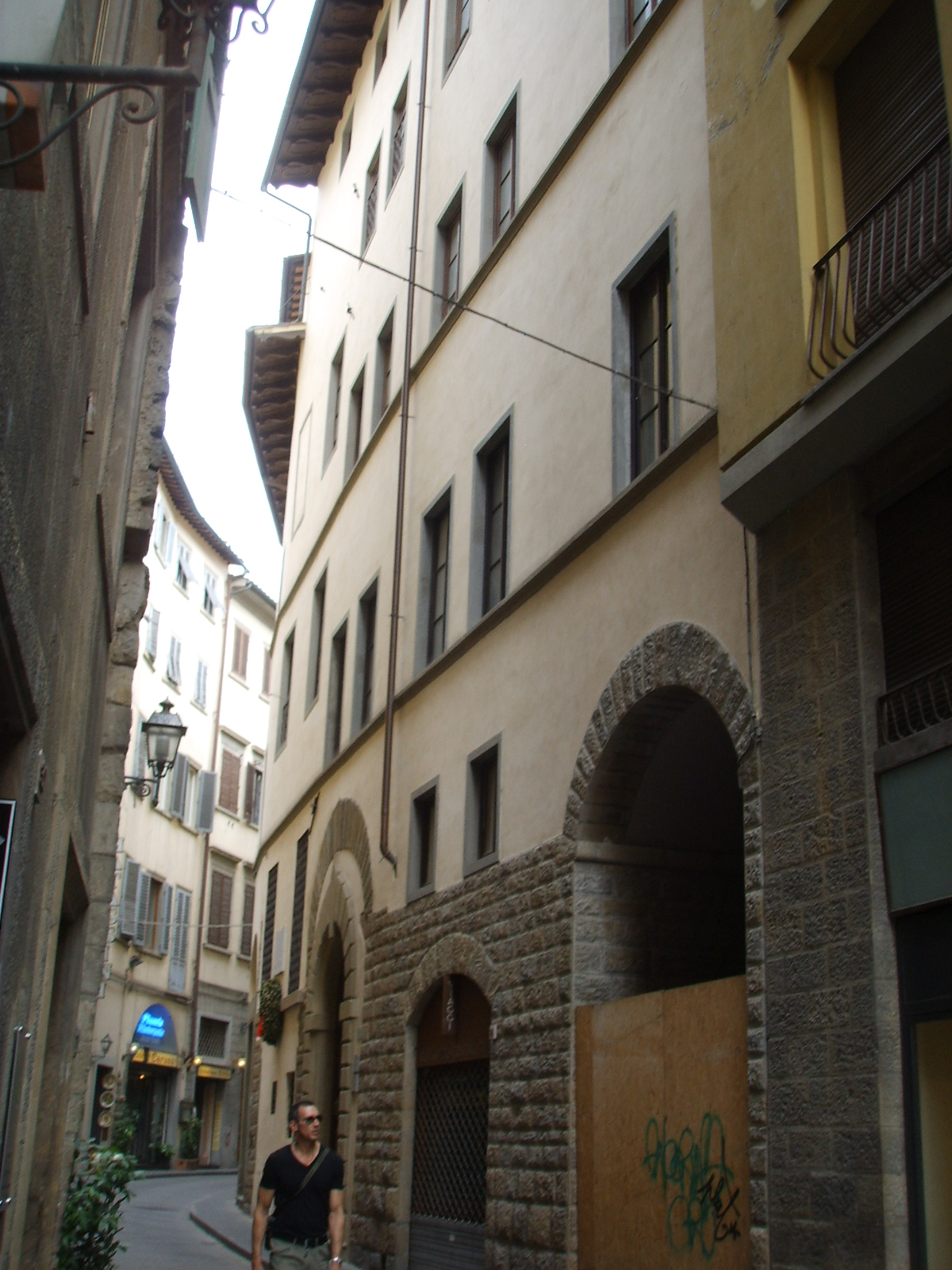
Fachada do Palazzo Bartolommei-Buschetti.

O Palazzo Bartolommei-Buschetti é um palácio de Florença que se encontra no nº 11 da Via Lambertesca.

## História

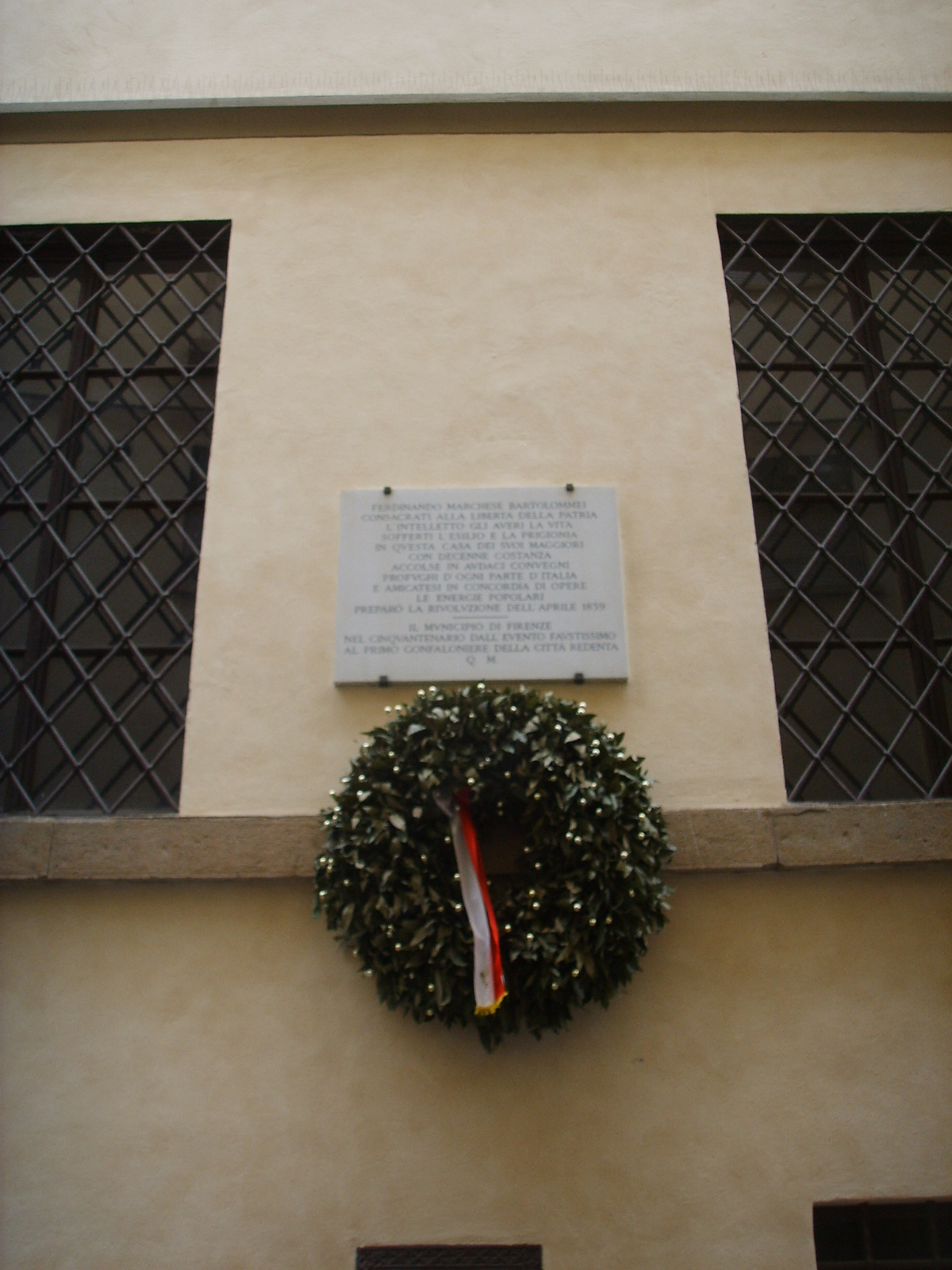
A placa dedicada a Ferdinando Bartolommei.

O palácio foi mandado construir pelos Lamberteschi, uma familia que também deixou o próprio nome à rua. Este incorporava já na época a antiga Torre dei Gherardini. Os Bartolommei também mandaram restaurar a vizinha Igreja de Santo Stefano al Ponte.
Passado no ano de 1640 para Anton Maria Bartolommei, também englobou em seguida a antiga Torre dei Girolami, como aparece num registo do cadastro de 1864.
O palácio também está ligado à memória do Risorgimento. Aqui Ferdinando Bartolommei preparou a "revolução" sem derramamento de sangue que levou à saída da cena do Grão-duque Leopoldo II da Toscânia de Florença, no dia 27 de Abril de 1859. 
Durante aquele periodo de conspirações, o palácio era estreitamente vigiado e objecto de buscas. Bartolommei também foi encarcerado e exilado, mas ao regressar a Florença retomou com mais vigor a sua actividade.
Actualmente, o palácio pertence à família Buschetti.

## A Torre dei Girolami
A Torre dei Girolami era um dos edifícios mais interessantes da Via Por Santa Maria, antes de ser destruído pelas minas alemãs no verão de 1944. Depois do colapso não foi restabelecida.
Construída no século XIII, tinha o aspecto dum sólido palagio com um valioso coroamento com uma galeria apoiada por misulas e uma merlatura no lado virado para a rua. O seu aspecto era semelhante ao da vizinha Torre dei Compiobbesi.
A última descenete dos Girolami casou com o Conde Covoni. Depois, os seus herdeiros venderam a torre ao Marquês Girolamo Bartolommei, que a englobou no palácio.